# Козак Артем Романович
Артем Романович Козак (нар. 28 травня 1998, Ковель, Волинська область, Україна) — український футболіст, півзахисник «Полісся».

## Життєпис
Народився в місті Ковель Волинської області. Батько — будівельник, мати — вчителька музики. Футболом розпочав займатися з 9 років у володимир-волинському клубі БРВ-ВІК. Звідти отримав запрошення від молодіжної академії київського «Динамо». Потім захищав кольори юнацької та молодіжної команд столичного клубу, разом з яким грав у Юнацькій лізі УЄФА.
По завершенні контракту з «динамівцями» виїхав до Греції, де підписав контракт з ПАОКом. Виступав за дублюючий склад клубу з Салонік. У сезоні 2016/17 років став срібним призером молодіжного чемпіонату Греції, а наступного сезону — переможцем цього турніру. У складі грецького клубу також виступав у Юнацькій лізі УЄФА. Мав можливість продовжити кар'єру в Греції, виступаючи в оренді в одному з місцевих клубів, проте вирішив повернутися до України.
18 лютого 2019 року був внесений до заявки «Арсеналу» на другу частину сезону 2018/19 років. Дебютував за столичних канонірів 24 лютого 2019 року в програному (0:2) домашньому поєдинку 19-о туру Прем'єр-ліги проти чернігівської «Десни». Артем вийшов на поле в стартовому складі та відіграв увесь матч.
23 липня 2019 року приїхав до Львова, а вже 31 липня 2019 року зіграв першу гру за «Карпати» проти «Динамо» (Київ).
27 серпня 2020 року ЗМІ повідомили, що гравець увійшов до складу одеського «Чорноморця», де провів наступний рік.
Влітку 2021 року перейшов у «Полісся», яке виступало у першій лізі. З командою став переможцем Першої ліги, за що отримав звання «Майстер спорту України».

## Досягнення
- Майстер спорту України: 2024[6]
- Срібний призер Української премʼєр-ліги 2024/2025 у складі ФК Олександрія[7]